# Chimerokształtne
Chimerokształtne, chimery, przerazy (Chimaeriformes) – rząd ryb z gromady zrosłogłowych (Holocephali), obejmujący około 40 współcześnie żyjących gatunków, w tym kilka oczekujących na naukowy opis, oraz kilka gatunków wymarłych. Mają ciało w kształcie kropli, nagie lub pokryte rzadkimi łuskami. Współcześnie żyjące gatunki dorastają do 1,5 m długości. Zamieszkują głębokie i chłodne wody morskie. Niektóre są poławiane gospodarczo.

## Systematyka
Rząd obejmuje trzy rodziny gatunków współcześnie żyjących : 
- Chimaeridae Rafinesque, 1815 – chimerowate
- Rhinochimaeridae Garman, 1901 – drakonowate
- Callorhinchidae Garman, 1901 – hakonosowate

oraz kilka gatunków wymarłych o niepewnej pozycji taksonomicznej.
Opisano również rodziny wymarłe:
- Echinochimaeridae Lund, 1977
- Myriacanthidae Woodward, 1889
- Chimaeropsidae Jaekel, 1919